# Asterholma

Asterholma är en by och ö i Brändö kommun, Åland.
Byn har idag cirka 14 invånare i olika åldrar. En färja trafikerar till Lappo och Torsholma inom samma kommun. Från Torsholma går bilväg till kommunens centralort Brändö by. Näringar: turism och IT. På ön finns Asterholma Stugby med 6 självhushållningsstugor fin västerläge. Far man 15 minuter med m/s Ejdern så är man på grannön Lappo där det finns: gästhamn, restaurang, butik, postombud och minigolfbana. 
Asterholma är en lugn och idyllisk naturskön holme och den är också Brändös sydligaste bebodda ö med fina vandringsleder runt ön. Ett måste att ses på ön är den magnifika vyn uppe från Bötet, en utsiktsplats 26 m över havsytan och Asterholmas högsta punkt. Midsommarstången och de gamla bevarade gärdsgårdsstenrösen bör du också se. På ön finns sedan sommaren 2013 ålandsfår på en av de nyligen återupptagna gårdarna. Om man vill ha en lugn och fridfull semester med fina avkopplande och stressfria dagar och vackra sommarkvällar i solnedgången, så är Asterholma ett bra mål och även en bra fiskeplats.
Den åländska författaren Eva Sundberg utgav 1993 en bok om dialekterna i Asterholma och övriga Brändö samt Björkö.
Asterholma by omfattar även en rad mindre holmar. Bl.a. den fina ön Korsö eller Öjen som den kallas i folkmun med en fin långgrund sandstrand i söder på ön med en vidunderlig utsikt över skiftet. Det sägs att Asterholmas ursprungliga namn är "Österholma".
Historiskt utgjorde Asterholma, Lappo och Björkö området "Björköbol".